# Metacritic
Metacritic è un sito web statunitense che si occupa di aggregare recensioni dedicate ad album musicali, film o videogiochi; per ogni prodotto, Metacritic fornisce una valutazione, ottenuta trasformando ogni recensione in un punteggio numerico, e calcolandone quindi la media. Dal 2022 è di proprietà di Fandom.
Quando fu fondato, Metacritic offriva un servizio simile a quello di Rotten Tomatoes, sito allora già attivo, ma, come sottolineato dal suo creatore, con la possibilità di coprire più tipi di prodotto.

## Storia
Il sito è stato fondato nel gennaio 2001 da Marc Doyle, laureato in giurisprudenza alla University of Southern California, assieme alla sorella Julie Doyle Roberts e al compagno di corso Jason Dietz. 
Nel 2005, il sito viene acquisito da CNET. 
Nel 2008, insieme al gruppo CNET, viene acquisito da CBS Interactive.
Nel 2019 per la valutazione di videogiochi è stato acquisito, assimilato sia il team che il sito GameRankings e fuso in un unico database.
Nel 2020 è stato ceduto al gruppo Red Ventures. 
Nel 2022, viene annunciata l'acquisizione da parte di Fandom, Inc.